# Ruttersdorf-Lotschen
Ruttersdorf-Lotschen è un comune di 344 abitanti della Turingia, in Germania.
Appartiene al circondario della Saale-Holzland (targa SHK) ed è amministrato dal comune amministratore (Erfüllende Gemeinde) di Stadtroda.